# Кормилята (Белохолуницкий район)
Кормилята — деревня в Белохолуницком районе Кировской области. Входит в Поломское сельское поселение.

## География
Находится на расстоянии примерно 38 километров по прямой на север от районного центра города Белая Холуница.

## История
Известна с 1678 года как вотчина Успенского Трифанова монастыря с 2 дворами. В 1764 году 33 жителя. В 1873 году в ней было учтено дворов 6, жителей 86, в 1905 году дворов 11 и жителей 92, в 1926 19 и 113 соответственно, в 1950 20 и 90. В 1989 году проживал 61 человек.

## Население
Постоянное население  составляло 36 человек (русские 100%) в 2002 году, 12 в 2010.